# Ordre « pour le Courage »
L'ordre « pour le Courage » (en ukrainien : Орден «За мужність») est une distinction honorifique ukrainienne créée en 1996. L'auteur de l'Ordre est l'artiste Mykola Lebid.
Il est destiné à honorer toute personne qui a fait preuve de courage et d'héroïsme lors du sauvetage de personnes ou de biens tout en mettant sa propre vie en danger.

## Historique
Le 29 avril 1995, le président Leonid Koutchma instaure par le décret no 340/95 deux distinctions présidentielles : l'« étoile du Courage » et la « croix du Courage ». Le 21 août 1996, elles sont remplacées par l'ordre « pour le Courage », comprenant trois classes. Les récipiendaires des deux distinctions antérieures sont considérés comme égaux aux récipiendaires de l'ordre « pour le Courage » et ils sont reconnus comme titulaires de celui-ci tout en conservant le droit de porter les décorations qui leur ont été précédemment accordées. L'auteur de l'Ordre "Pour le Courage" est l'artiste ukrainien Mykola Lebid.

## Insignes de l'ordre
| Première classe | Première classe | Deuxième classe | Troisième classe |
| --------------- | --------------- | --------------- | ---------------- |
|                 |                 |                 |                  |
| Ruban           |                 |                 |                  |
|                 |                 |                 |                  |

## Récipiendaires les plus connus
Liste non exhaustive
- Ivan Fedorov, maire de Melitopol, 3e classe[1].
- Max Levin, photojournaliste, 3e classe à titre posthume[2]
- Mikhailo Dianov, militaire impliqué dans la résistance de Marioupol.
- Patron, chien démineur, 3e classe par Volodymyr Zelensky en mai 2022.